# 小帕特里克·尤因
小派屈克·阿洛伊修斯·尤英（英語：Patrick Aloysius Ewing Jr.，1984年5月20日—），原美国篮球运动员，身高2米03，场上位置小前鋒，先後曾就读于印第安納大學、喬治城大學，在2008年NBA选秀中以第二轮第43顺位为沙加緬度國王选中。是奈史密斯籃球名人紀念堂成員派屈克·尤英的兒子。

## 外部連結
- Patrick Ewing Jr. - New Orleans Hornets Small Forward （页面存档备份，存于）.ESPN